# لوك تيموثي جونسون
لوك تيموثي جونسون (بالإنجليزية: Luke Timothy Johnson)‏ هو عالم عقيدة أمريكي، ولد في 20 نوفمبر 1943 في بارك فولز في الولايات المتحدة.

## وصلات خارجية
- لوك تيموثي جونسون على موقع ميوزك برينز (الإنجليزية)